# アーサー・ハンコック3世
アーサー・B・ハンコック3世（英: Arthur Hancock III、1943年2月22日 - ）は、アメリカ合衆国の競走馬生産者。ストーンファームを設立し、ファーディナンド、サンデーサイレンスなどを生産した。

## 経歴
アーサー・ハンコックは1943年2月22日、アメリカ合衆国で生まれた。父のブル・ハンコックはケンタッキー州で競走馬生産牧場のクレイボーンファームを経営しており、アーサーはその長男にあたる。
1970年、ハンコックは父に勧められクレイボーンファームの隣にある100エーカーの敷地にストーンファームを設立した。1972年にブルが死去。アーサーはブルが遺言で指名していた三人の後見人、オグデン・フィップス、チャールズ・ケニー、ウィリアム・ハギン・ペリーと対立。弟のセス・ハンコックがクレイボーンファームの新たな経営者となることが決まり、アーサーは独自にストーンファームを経営することとなった。
ストーンファームの主な生産馬には1982年のケンタッキーダービー優勝馬のガトデルソル、アメリカ二冠馬リズンスター、同じくアメリカ二冠馬で1989年のエクリプス賞年度代表馬に選出され、種牡馬として日本で大成功を収めたサンデーサイレンスなどがいる。